# 블라시오

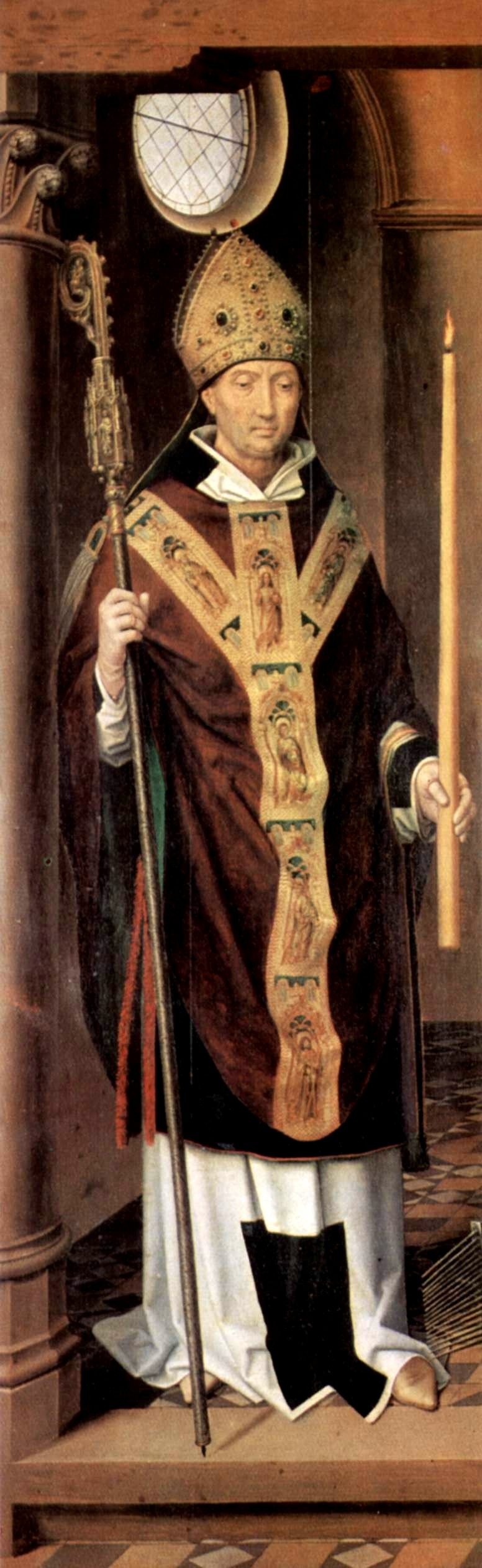
성 블라시오

블라시오(라틴어: Blasius, ? - 316년)는 4세기에 활동한 아르메니아 세바스테의 주교로 14성인 가운데 한 사람이다. 순교 연대는 로마 황제 리키니우스의 기독교 박해 기간 도중이다. 기독교의 성인. 축일은 2월 3일. 블라시우스는 라틴어로 ‘말 더듬이’를 의미한다. 회화에서는 주교의 복장을 한 남자로 표현된다. 상징물은 양털을 빗는 금속 빗·돼지·촛불이다.

## 행적
블라시오에 관한 얼마 되지 않는 기록 중 확실한 것은 기품 있는 젊은 그리스도인이었던 블라시오가 오늘날의 터키 지역인 세바스테의 주교로 선출되었다는 것과 이후 4세기 초에 로마 황제 리키니우스의 박해로 순교했다는 것이다. 후에 《황금전설》에 기록된 전설에는 매우 상세한 내용이 추가되었다.
그는 세바스테에서 태어나 의학을 공부하여 그 마을 부근에서는 이름 높은 의사로서 명성이 자자하였으며, 덕망 또한 훌륭하여 모든 이에게 존경을 받았다. 그리스도인이었던 그는 사제가 되자마자 고향의 주교가 사망했는데, 그때 모든 사제들과 신자들은 그를 새 주교로 추대하였다. 블라시오가 주교가 된 지 2년 후 디오클레티아누스 황제의 박해 중에 블라시오는 동굴에 숨어 지내며 은수자로 기도와 묵상에 전념했다. 316년 어느 날, 숨어 지내던 숲에서 사냥을 하던 귀족들에게 발견된 그는 사냥꾼들로부터 블라시우스에 대해 들은 고향의 총독 아그리콜라우스가 귀환 명령을 내리자 세상으로 돌아가 다시 복음을 전파하기로 결심했다.
그러던 중 하루는 한 여인이 생선 가시를 삼켜 숨이 넘어갈 지경에 이른 자기 아들을 블라시오에게 데리고 갔다. 아이의 어머니의 눈물어린 호소를 들은 블라시오는 아이의 목에 손을 올려놓고 성호를 그어 소년의 목숨을 구했다. 또한 늑대가 돼지를 잡아먹으려는 것을 보고 늑대를 꾸짖으며 돼지를 주인에게 돌려주라고 명했다. 돼지를 돌려받은 여인은 블라시오가 기독교 신앙 때문에 투옥되자 감옥으로 찾아와 성인이 구해준 돼지와 촛불을 바쳤다.
블라시오는 나중에 총독 앞으로 끌려나가 기독교 신앙을 저버릴 것을 강요받았으나 순응하지 않자, 형리에 의해 기둥에 묶여 금속 빗으로 몸이 찢겨나가는 고문을 당한 뒤에 참수되었다.
블라시오에 대한 공경은 8세기부터 시작되었으며, 그의 축일에는 인후를 축성하는 예절이 있는데, 이것은 목에 가시가 걸려 사경을 헤맨 한 소년을 기적적으로 치료한 사실에 근거하며, 이 예식에서 초 2자루를 사용하는 것은 돼지를 돌려받은 여인이 감옥에 갇힌 그에게 초를 가져온 사실에서 유래한다.